# Бретон, Николас

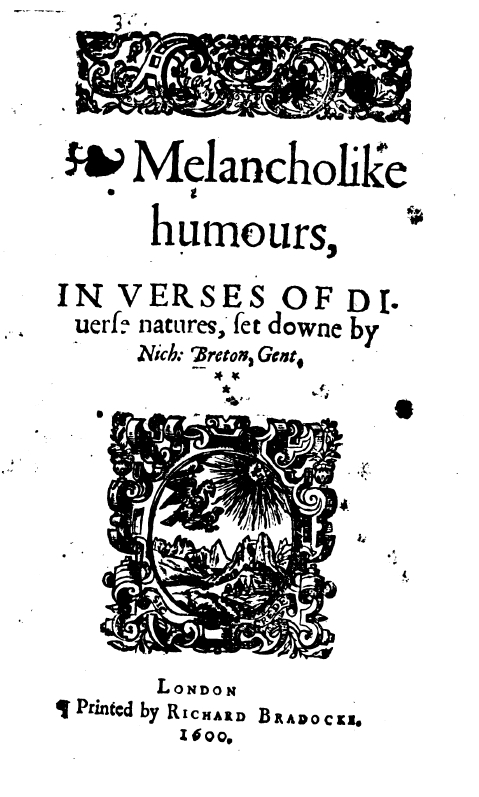
Н. Бретон. «Меланхолические гуморы» (Melancholike Humours in Verses of Diverse Nature). 1600

Николас Бретон (также Бриттон или Бриттайн) (англ. Nicholas Breton, Britton, Bryton; 1545, Лондон — 1626, Лондон) — английский поэт и писатель

, памфлетист елизаветинской эпохи.

## Биография
Его отец, Уильям Бретон, зажиточный лондонский торговец умер в 1559 году. Его мать-вдова (урожденная Элизабет Бэкон) вышла замуж за поэта Джорджа Гаскойна до того, как её сыновья достигли совершеннолетия.
Скупые детали биографии (бедность, долговые тюрьмы, помощь покровителей и пр.) иногда проскальзывают среди сотен страниц его огромного наследия. Бретон, по его собственным словам, видел величественные дворцы разных монархов (то есть путешествовал по Европе). Судя по источникам его прозаических сочинений, из европейских языков он знал по крайней мере итальянский. Один из его диалогов-памфлетов посвящен учёному и составителю англо-итальянского словаря Джону Флорио.
Несомненно, что отчим оказал большое влияние в начале литературного творчества молодого Н. Бретона. В первые двадцать лет творчества Бретон был продолжателем традиций Джорджа Гаскойна.
Покровителем начинающего писателя некоторое время была аристократка и поэтесса Мэри Сидни, графиня Пемброк.
Н. Бретон — автор Пасторальной поэзии, религиозных и пастырских стихов, сатир и ряда разных прозаических трактатов.
Его стихотворения стали регулярно появляться в поэтических сборниках («Пригоршня душистых цветов» (A Smale Handfull of Fragrant Flowers, 1575); «Росчерк воображения» (A Floorish upon Fancie, 1577); «Паломничество в рай» (The Pilgrimage to Paradise, 1592); к тому же времени, скорее всего, относится «Страстный пастух» (The Passionate Shepheard, опубл. 1604). Стихотворения Н. Бретона попали и в одну из самых известных антологий — «Английский Геликон» (England’s Helicon; 1600). К 1591 году он был уже достаточно известным поэтом, чтобы одно его имя на обложке привлекало читателей: в этом году вышла «Бритонова роща наслаждений» (Bryton’s Bowre of Delights). Бретон любил ставить на титуле свои инициалы и аббревиатуру «Gent.» (Gentleman) и сожалел, что многие его труды не опубликованы.
Поэт упоминается в книге «Искусство английской поэзии» Дж. Патнема как «один из отличных придворных авторов», «джентльмен на службе у слуг Её Величества», то есть пытавшийся жить патронажем, посвящая издания дворянам Елизаветы I.
Кроме того, Бретон был включен в перечень лучших любовных поэтов Англии, которые «наиболее страстно оплакивают трудности любви» и среди пяти лучших лирических поэтов Англии (Спенсер,
Дрейтон, Дэниел, Шекспир, Бретон).
В 1600 году были опубликованы «Меланхолические гуморы» (Melancholike Humours in Verses of Diverse Nature) — одно из немногих изданий, где имя Н. Бретона на титуле указано полностью.
Перу Бретона принадлежат два рыцарских романа «История дона Федериго с Новой Земли» (The Historie of … Don Federigo di Terra Nuova, 1590) и «Удивительные приключения двух прекрасных принцев» (Strange Fortunes of Two Excellent Princes; 1600), оба были, скорее всего, изданы на средства покровителей.

## Избранные произведения
- «Нежная колыбельная» (A Sweet Lullaby, 1600)
- Bryton’s Bowre of Delights (1591)
- «Пастораль о Филлиде и Коридоне» (A Pastoral of Phyllis and Corydon),
- The Workes of a Young Wit (1577)
- A Floorish upon Fancie (1577)
- The Pilgrimage to Paradise (1592)
- The Countess of Penbrook’s Passion (1853)
- Pasquil’s Fooles cappe (1600)
- Pasquil’s Mistresse (1600)
- Pasquil’s Passe and Passeth Not (1600)
- Marie Magdalen’s Love: a Solemne Passion of the Soules Love (1595)
- A Divine Poem (1601)
- An Excellent Poem (1601)
- The Soules Heavenly Exercise (1601)
- The Soules Harmony (1602)
- Olde Madcappe newe Gaily mawfrey (1602)
- The Mother’s Blessing (1602)
- A True Description of Unthankfulnesse (1602)
- The Passionate Shepheard (1604)
- The Souies Immortail Crowne (1605)
- The Honour of Valour (1605)
- An Invective against Treason; I would and I would not (1614)